# Gruppo di NGC 1068
Il Gruppo di NGC 1068 (o Gruppo di M77) è un gruppo di galassie situato prospetticamente nella costellazione della Balena alla distanza di 40 milioni di anni luce dalla Terra.
Il gruppo è costituito da una decina di galassie, prende il nome dalla galassia a spirale NGC 1068 (denominata anche M77) ed è uno dei gruppi che compongono il Muro della Fornace (o Southern Supercluster).

## Principali galassie del gruppo
| Nome     | Tipo    | R.A.        | DEC        | Distanza M di a.l. | Redshift (z) | Nomi alternativi                                      | Immagine |
| -------- | ------- | ----------- | ---------- | ------------------ | ------------ | ----------------------------------------------------- | -------- |
| NGC 1055 | SBb     | 02h41m45.2s | +00°26'35" | 34                 | 0,003314     | UGC 2173, MGC+00-07-081, CGCG 388-095, PGC 10208      |          |
| NGC 1068 | SA(rs)b | 02h42m40.7s | -00°00'48" | 41                 | 0,003793     | M77, UGC 1068, MCG+00-07-083, CGCG 388-098, PGC 10266 |          |
| NGC 1073 | SB(rs)c | 02h43m40.5s | +01°22'43" | 44                 | 0,00403      | UGC 2210, MCG+00-08-001, CGCG 389-002, PGC 10329      |          |
| UGC 2275 | SB(s)m  | 02h47m5.8s  | +03°53'02" | 36                 | 0,003418     | DDO 028, CGCG 415-010, PGC 10588                      |          |
| UGC 2302 | SB(rs)m | 02h49m08.6s | +02°07'38" | 40                 | 0,003683     | DDO 029, MCG+00-08-023, CGCG 389-024, PGC 10670       |          |
| UGCA 44  | IB(s)m  | 02h49m22.2s | -02°39'14" | 39                 | 0,003636     | PGC 10682                                             |          |